# (9167) Kharkiv
(9167) Kharkiv ist ein Asteroid des äußeren Hauptgürtels, der von der sowjetischen Astronomin Ljudmila Tschernych am 18. September 1987 am Krim-Observatorium in Nautschnyj (IAU-Code 095) entdeckt wurde.
Der Asteroid wurde am 7. Januar 2004 nach der ukrainischen Stadt Charkiw benannt. Charkiw ist die zweitgrößte Stadt der Ukraine und war von 1919 bis 1934 ukrainische Hauptstadt. Die Benennung erfolgte zur 350-Jahr-Feier der Stadt auf Vorschlag von Astronomen der Nationalen W.-N.-Karasin-Universität Charkiw. Nach der Universität selber wurde am 25. Januar 2005 der Asteroid des mittleren Hauptgürtels (10685) Kharkivuniver benannt.